# Chanukka
Chanukka, Chanukah eller Hanukkah (hebraisk: חנוכה) betyder "indvielse" og er en jødisk fest, der falder den 25. kislev (hvilket plejer at være i december i den Gregorianske kalender). På Chanukka fejres et mirakel, der fandt sted i år 165 f.Kr.

## Historie

### Grækere i Israel
Grækerne havde besat Judæa. Under ledelse af Antiochus forbød grækerne bl.a. jøderne at studere Torah. Jøderne ville ikke finde sig i denne undertrykkelse og besættelse, så under ledelse af Jehudah Makkabi gjorde makkabæerne oprør mod grækerne. Efter flere års kamp lykkedes det at smide grækerne ud af Israel, men der ventede makkabæerne et chok.

### Vanhelligelsen af templet
Da makkabæerne kom ind i templet i Jerusalem, så de, at grækerne havde vanhelliget templet. I jødedommen havde (og har) man monoteisme, så at se en række græske afguder stillet op, hvor man ellers havde holdt jødiske gudstjenester var vanhelligelse. Det værste var dog, at den syvarmede lysestage, menorah'en, der altid skulle være tændt som et tegn på jødernes evige tro på Gud, var blevet slukket! Menorah'en måtte kun brænde på jomfru-olivenolie. Man fandt en "reserve-beholder" af olivenolie frem, men dér var der akkurat kun olie til at lade menorah'en brænde én dag. Og det ville tage otte dage at skaffe mere olie.

### Chanukah-miraklet
Man sendte et sendebud ud for at skaffe mere olie og satte så menorah'en til at brænde på den reserve-ration, man nu havde. Og så skete det som de kaldte et mirakel: Olien varede i 8 dage, dvs. længe nok til at skaffe mere olie. Dermed var det ikke nødvendigt at lade menorah'en stå slukket igen.
Jøderne kunne efter den græske besættelse igen bede frit til deres gud. Miraklet kan imidlertid ses som en metafor for det faktum, at jøderne – selv i svære tider – holdt stærkt fast i troen på deres gud.

## Chanukah-festen
Chanukah fejres i 8 dage og 8 nætter. Den første aften tændes ét lys, den anden aften to, osv., således at man den ottende aften tænder otte lys. Chanukah kaldes også "lysenes fest", og det er et gennemgående tema, at man i vintermørket spreder lys med denne fest.
Med henvisning til miraklet er det mens Chanukah varer, skik at spise retter stegt i olie. Særligt populære er latkes, ashkenaziske kartoffelpandekager, og de israelske sufganijot, en form for meget søde berlinere.